# Resolutie 254 Veiligheidsraad Verenigde Naties
Resolutie 254 van de Veiligheidsraad van de Verenigde Naties werd unaniem aangenomen op 18 juni 1968. Dat gebeurde op de 1432ste vergadering van de Raad.

## Achtergrond
In 1964 hadden de VN de UNFICYP-vredesmacht op Cyprus gestationeerd na het geweld tussen de twee bevolkingsgroepen op het eiland. Deze vredesmacht was tien jaar later nog steeds aanwezig toen er opnieuw geweld uitbrak nadat Griekenland een staatsgreep probeerde te plegen en Turkije het noorden van het eiland bezette.

## Inhoud
De Veiligheidsraad merkte op dat secretaris-generaal U Thant in zijn rapport een vredesmacht nog steeds noodzakelijk achtte, en dat ook de regering van Cyprus de VN-vredesmacht noodzakelijk vond.
De Veiligheidsraad bevestigde de resoluties 186, 187, 192, 194, 198, 201, 206, 207, 219, 220, 222, 231, 244 en 247. Ook werd de consensus bevestigd die was uitgedrukt door de president van de 1143ste en 1383ste vergadering;
De betrokken partijen werden opgeroepen om met terughoudendheid te handelen, naar de resoluties van de VN-veiligheidsraad.
De aanwezigheid van VN-vredestroepen in Cyprus, resolutie 186 (1964), werd verlengd en eindigde nu op 15 december 1968.

## Verwante resoluties
- Resolutie 261 Veiligheidsraad Verenigde Naties
- Resolutie 266 Veiligheidsraad Verenigde Naties

Lijst ·  245 ·  246 ·  247 ·  248 ·  249 ·  250 ·  251 ·  252 ·  253 ·  254 ·  255 ·  256 ·  257 ·  258 ·  259 ·  260 ·  261 ·  262